# Dymnik

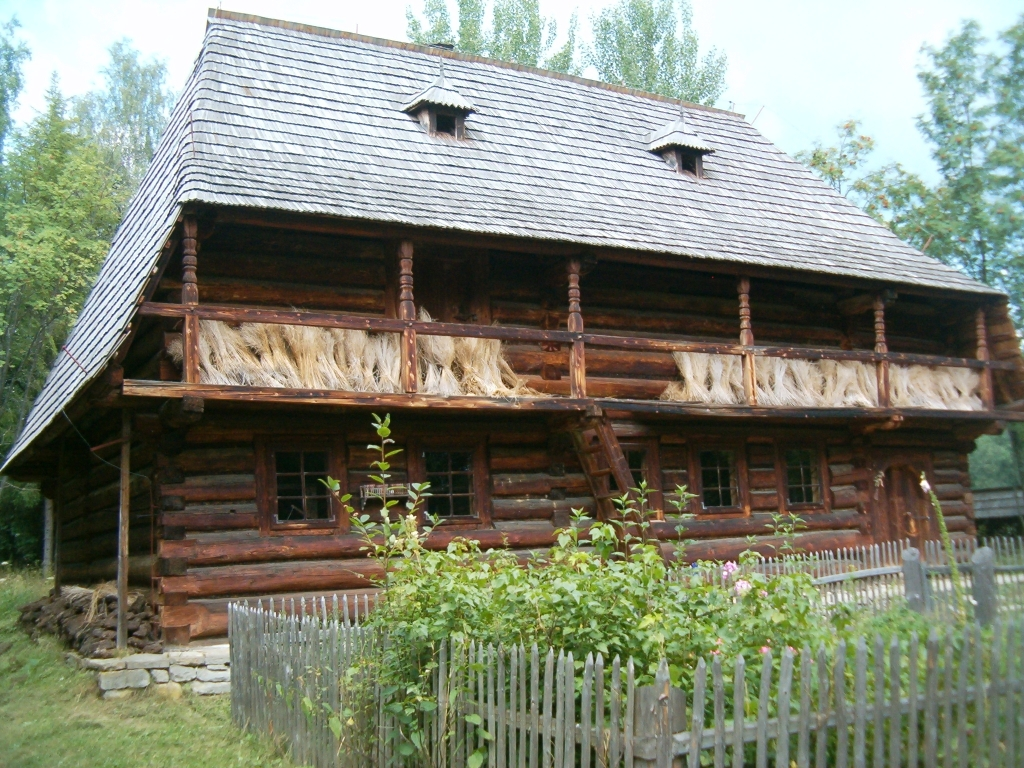
Chałupa z dymnikami na dachu w
Orawskim Parku Etnograficznym w Zubrzycy Górnej

Dymnik (wyglądek, ganek, wyzior) – małe okienko albo otwór w dachu lub w szczycie pod kalenicą.
Jego zadaniem było odprowadzanie dymu z domów pozbawionych komina. Jednocześnie doświetlało poddasze.
W dachach kalenicowych zwanych dymnikowymi miał on zazwyczaj  kształt trójkąta. W niektórych rejonach jak: Śląsk, Podhale, Orawa i Spisz otwór był osłonięty fartuchem w kształcie półstożka lub półostrosłupa, zwany kozubkiem.
Dymnikiem nazywa się też wystający nad dachem przewód wentylacyjny o przekroju kwadratowym, często wykonany z desek i osłonięty drewnianym, dwuspadowym daszkiem.